# Bolesław Szabelski

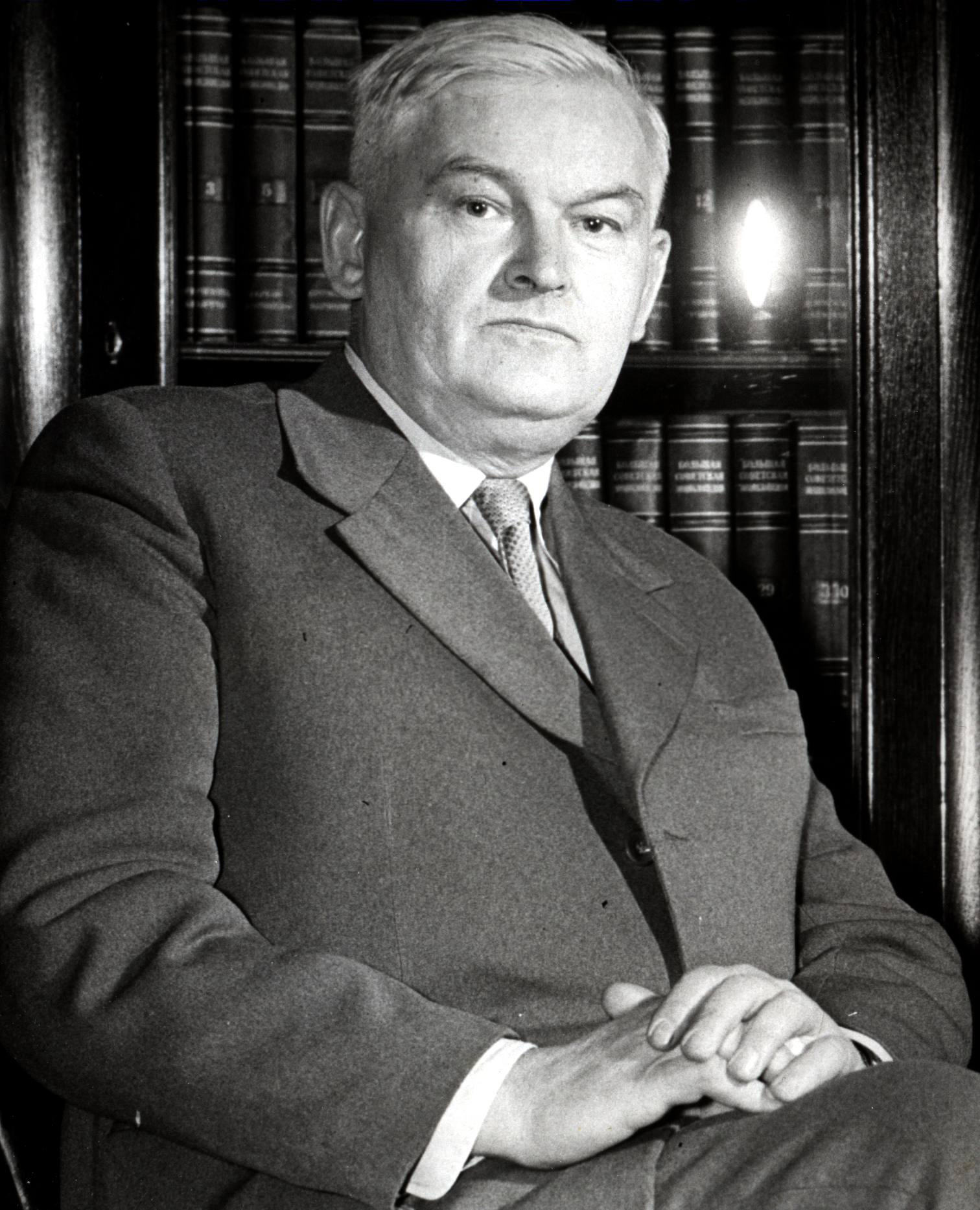
Boleslaw Szabelski

Bolesław Szabelski (* 3. Dezember 1896 in Radoryż; † 27. August 1979 in Katowice) war ein polnischer Komponist.
Szabelski studierte an der Musikakademie Warschau Orgel bei Mieczysław Surzyński und Komposition bei Roman Statkowski und Karol Szymanowski. Von 1929 bis 1939 war er Orgel- und Kompositionslehrer an der Musikakademie Katowice; ab 1945 leitete er die Orgel- und Kompositionsklassen der Akademie. Zu seinen Schülern gehörten Zbigniew Bargielski und Henryk Mikołaj Górecki.
Szabelskis Name tauchte im sog. Sonderfahndungsbuch Polen auf – einer durch die Gestapo erstellten Liste polnischer Intellektueller, welche getötet werden sollten.
Er komponierte fünf Sinfonien, eine sinfonische Dichtung und eine Sinfonietta, eine Suite, eine Etüde und ein Concerto grosso, ein Klavierkonzert und ein Flötenkonzert für zehn Instrumente, kammermusikalische Werke sowie Musik für Klavier, Orgel und Chor.